# Seznam členů Slovenské národní rady po volbách v roce 1948
Toto je seznam členů Slovenské národní rady po volbách v roce 1948, kteří zasedali v tomto nejvyšším zákonodárném sboru Slovenska. 
Šlo o druhou Slovenskou národní radu zvolenou v řádných volbách a zároveň první, která již byla volena na základě nově přijaté Ústavy Československé republiky. Volby v roce 1948 se odehrávaly již po únorovém převratu v systému jednotné kandidátní listiny Národní fronty. Zvoleno bylo 100 poslanců SNR. Početně dominovala Komunistická strana Slovenska. Mandáty získala i Strana slovenské obrody (poúnorová nástupkyně Demokratické strany) a také Strana slobody.

## Seznam poslanců
Řazeno abecedně, v závorce stranická příslušnost (pokud je známa).
členové SNR, zvolení ve volbách 1948, kteří složili slib na první schůzi
- Helena Bachratá (KSS[1])
- Michal Bakuľa (KSS)
- Jozef Baláž (SSO)
- Ľudovít Benada (KSS)
- Dezider Benau (KSS[2])
- Dr. Ján Benko (SSO[3])
- Ondrej Beňo (KSS)[4]
- Kazimír Bezek (KSS[5])
- Ľudovít Bortel (KSS)
- Dr. Vladimír Brežný (SSO)
- Jozef Čihák (KSS[6])
- Jozef Dančák (SSO)
- Jozef Dočkal (SSO)
- Irena Ďurišová (KSS)
- Pavol Ďurovkin (KSS[7])
- Samuel Falťan (KSS)
- Ľudovít Feldsam (KSS[8])
- Šimon Firák[9] (KSS[10])
- Pavol Fleischer[11] (KSS[12])
- Jozef Forint[13] (KSS[14])
- Pavol Fraňo (KSS[15])
- Jozef Fraňo[16] (KSS[17])
- Ľudovít Gabriel (KSS[18])
- Štefan Gažík (KSS)
- Andrej Gombala (KSS[19])
- Anton Granatier[20] (SSO)
- Jozef Haša (SSO)
- Bohumil Herman (SSO)
- Alexander Horák (bezpartijní)
- Ján Hrivnák (KSS[21])
- Ján Hvizdák (KSS[22])
- Juraj Chabada (KSS[23])
- Michal Chorváth (KSS)
- Michal Chudík (KSS)
- Elena Chuťková (KSS)
- Ignác Jančár (SSO[24])
- Vasil Jarabinský (KSS[25])
- Viktor Joner (KSS[26])
- Július Juhás (KSS[27])
- Ing. Ondrej Kaboš[28] (KSS[29])
- Štefan Kalai (KSS[30])
- Pavol Kalina (KSS[31])
- Roman Kaliský (SSO)
- Ján Kmeť (KSS[32])
- František Knézl (KSS[33])
- Anton Komora[34] (KSS[5])
- Jozef Košecký (KSS[35])
- Michal Kozic (KSS)
- Fraňo Kráľ (KSS)
- Ondrej Kras (KSS[36])
- Alojz Krist (KSS[37])
- František Kubač (KSS)
- Štefan Kušík (KSS[38])
- Dr. Jozef Kyselý (SSO)
- Ondrej Labanský (SSO)
- Mária Lávová (KSS[39])
- Martin Lenko (KSS[40])
- prof. Jozef Lukačovič (SSO)
- Martin Macúch (KSS[41])
- Peter Marušiak (KSS[42])
- Jozef Mulár[43] (KSS[44])
- Ján Ogurčák (KSS[45])
- Dr. Daniel Okáli (KSS[46])
- Vincent Ondrušek (KSS[47])
- Doc. Dr. Ondrej Pavlík (KSS)
- Anton Pavlík (KSS[48])
- Michal Pivarči[49] (KSS[50])
- Štefánia Pockodyová (SSO)[51]
- Pavol Pollák[52] (Strana slobody)
- Ladislav Priesol (KSS[53])
- Ján Prokipčák (KSS[54])
- Anton Rašla[55] (KSS)
- Pavol Ratkovský (SSO[56])
- Milan Rázus (KSS[57])
- Oľga Remenárová (KSS[58])
- Dr. Ignác Rendek (KSS)
- Jozef Riecky (KSS[59])
- Dr. Ivan Roháľ-Iľkiv (KSS)
- Vojtech Sekáč (KSS[60])
- František Sidor (Strana slobody)[61]
- Ján Sinaj (SSO)
- Marek Smida (KSS)
- Vojtech Soták (KSS[62])
- Michal Spak (KSS[63])
- Štefan Stenko (KSS[64])
- Rudolf Strechaj (KSS)
- Pavol Styk (KSS)
- Štefan Šebesta (KSS)
- Karol Šmidke[65] (KSS)
- Ján Šotkovský (Strana slobody[66])
- Ing. Samuel Takáč (KSS)
- Karol Tomášek (KSS)
- Mária Tvarožková (KSS[67])
- Ľudovít Vartovník (KSS[68])
- Jozef Vereš[69] (KSS)
- Jozef Viceník (KSS[70])
- Dr. Július Viktory[55] (KSS)
- Adela Záturecká (KSS[71])
- Fedor Zorkócy (SSO)
- Michal Žákovič (Strana slobody)

členové SNR, kteří nastoupili do SNR dodatečně
- Jozef Árvay[72] (KSS)
- Pavol Baláž[72]
- Ladislav Bittner[72]
- Ján Bogár[73] (KSS[74])
- Zuzana Bohušová[75] (KSS[76])
- Július Bóža[77]
- Štefan Cap[72] (KSS)
- Peter Dzuroška [72] (KSS[78])
- Karol Fajnor[79] (KSS[80])
- Roman Fašang[81] (KSS[82])
- Jozef Gajdošík[72] (SSO)
- Ján Grajciar[72]
- Martin Hraško[72] (SSO)
- Ján Hrebíček[83]
- Július Vojtech Kalinák[84] (KSS[85])
- Jozef Mjartan[86] (SSO)
- Štefan Nagy[87] (KSS)[88]
- Adam Nahalka[72]
- Anton Opavský[72] (KSS)[89]
- Tomáš Oravec[90] (KSS)
- Štefan Pavlík[91] (KSS[92])
- Imrich Polák[72]
- Magda Putišková[93]
- Matej Rusňák[72]
- Oľga Sciranková[72]
- Ján Stančík[86] (KSS[94])
- Jozef Škula[72] (Strana slobody)
- Jozef Šmid[83]
- Ladislav Šorc[72]
- Ján Zdražil[95] (KSS[96])